# Rufat Riskiyev
Rufat Riskiyev (en russe : Руфат Асадович Рискиев, transcription française : Rufat Asadovitch Riskiyev) est un boxeur soviétique né le 2 octobre 1949 à Tachkent, Ouzbékistan.

## Carrière
Champion du monde de boxe amateur à La Havane en 1974 dans la catégorie poids moyens, sa carrière amateur est également marquée par une médaille d'argent remportée aux Jeux olympiques de Montréal en 1976.

## Parcours auxJeux olympiques
Jeux olympiques d'été de 1976 à Montréal (poids moyens) :
- Bat Jorma Taipale (Finlande) par KO au 3e round
- Bat Ilya Dimitrov (Bulgarie) aux points 5-0
- Bat Siraj Din (Pakistan) par arrêt de l'arbitre au 3e round
- Bat Luis Felipe Martínez (Cuba) aux points 3-2
- Perd contre Michael Spinks (États-Unis) par arrêt de l'arbitre au 3e round

## Référence
1. ↑  (en) Résultats des Jeux olympiques 1976 (amateur-boxing.strefa.pl)